# Završe pri Dobjem
Završe pri Dobjem – wieś w Słowenii, w gminie Dobje. W 2018 roku liczyła 29 mieszkańców.